# 八角井街道
八角井镇，是中华人民共和国四川省德阳市旌阳区下辖的一个乡镇级行政单位。

## 行政区划
八角井镇下辖以下地区：
第一社区、柳沙社区、东河社区、柳风村、梨园村、双榕村、大汉村、照桥村、福家村、宝凤村、双圣村和隆圣村。